# Lobophytum denticulatum
Lobophytum denticulatum is een zachte koraalsoort uit de familie Alcyoniidae. De koraalsoort komt uit het geslacht Lobophytum. Lobophytum denticulatum werd in 1956 voor het eerst wetenschappelijk beschreven door Tixier-Durivault. 